# Catherine Bellis
Catherine Cartan „CiCi“ Bellis (* 8. April 1999 in San Francisco, Kalifornien) ist eine ehemalige US-amerikanische Tennisspielerin.

## Karriere
Auf dem ITF Women’s Circuit gewann Bellis 2014 die Doppelkonkurrenz in Orlando. Bei den French Open stand sie im selben Jahr im Doppelfinale der Juniorinnen, das sie mit ihrer Partnerin Markéta Vondroušová verlor. Für die US Open erhielt Bellis mit dem Gewinn der USTA-U18-Meisterschaft eine Wildcard; somit spielte sie erstmals im Hauptfeld eines Grand-Slam-Turniers. In der ersten Runde besiegte sie die an Nummer 12 gesetzte Australian-Open-Finalistin Dominika Cibulková mit 6:1, 4:6 und 6:4. Sie war die jüngste Spielerin seit Anna Kurnikowa im Jahr 1996, die ein Match in der Hauptrunde der US Open gewinnen konnte. In der zweiten Runde unterlag sie Sarina Dijas mit 3:6, 6:0 und 2:6. Ihr Preisgeld in Höhe von rund 60.000 US-Dollar nahm sie nicht an, um weiterhin beim College Tennis antreten zu können. Ende September gewann sie mit dem US-Team den Junioren-Fed-Cup.
Ihren größten Erfolg feierte Bellis mit dem Finalsieg beim $100.000-Turnier Dow Corning Tennis Classic 2016, wo sie mit ihrer Partnerin Ingrid Neel die Doppelkonkurrenz gewann. Bei den US Open erreichte sie 2016 mit Siegen über Lina Gjorcheska, Grace Min und Alison Van Uytvanck in der Qualifikation das Hauptfeld im Dameneinzel. Nach Siegen über Viktorija Golubic und Shelby Rogers stand sie in der dritten Runde, in der sie gegen Angelique Kerber beim 1:6, 1:6 chancenlos war. Im September 2016 gab Bellis bekannt, dass sie aufgrund der guten Ergebnisse im laufenden Jahr eine Profikarriere anstrebe. Nach drei Turniersiegen in Folge, der letzte bei den Hawaii Open 2016, einem Turnier der WTA Challenger Series, kletterte sie in der Weltrangliste bis Ende November auf Platz 75. Ihr bestes Ranking erzielte sie im August 2017 mit Platz 35.
Aufgrund zahlreicher Verletzungen beendete sie im Januar 2022 ihre aktive Karriere.

## Turniersiege

### Einzel
| Nr. | Datum             | Turnier         | Kategorie      | Belag             | Finalgegnerin       | Ergebnis               |
| --- | ----------------- | --------------- | -------------- | ----------------- | ------------------- | ---------------------- |
| 1.  | 12. Oktober 2014  | Rock Hill       | ITF $25.000    | Hartplatz         | Lauren Embree       | 6:4, 6:0               |
| 2.  | 19. Oktober 2014  | Florence        | ITF $25.000    | Hartplatz         | Ysaline Bonaventure | 6:2, 6:1               |
| 3.  | 2. März 2015      | Rancho Santa Fe | ITF $25.000    | Hartplatz         | Maria Sanchez       | 6:2, 6:0               |
| 4.  | 19. Juni 2016     | Sumter          | ITF $25.000    | Hartplatz         | Walerija Solowjowa  | 6:1, 6:3               |
| 5.  | 23. Oktober 2016  | Saguenay        | ITF $50.000    | Hartplatz (Halle) | Bianca Andreescu    | 6:4, 6:2               |
| 6.  | 6. November 2016  | Toronto         | ITF $50.000    | Hartplatz (Halle) | Jesika Malečková    | 6:2, 1:6, 6:3          |
| 7.  | 27. November 2016 | Honolulu        | WTA Challenger | Hartplatz         | Zhang Shuai         | 6:4, 6:2               |
| 8.  | 25. Oktober 2020  | Macon           | ITF $80.000    | Hartplatz         | Marta Kostjuk       | 6:4, 6:74, 0:0 Aufgabe |

### Doppel
| Nr. | Datum           | Turnier | Kategorie    | Belag             | Partnerin     | Finalgegnerin                | Ergebnis         |
| --- | --------------- | ------- | ------------ | ----------------- | ------------- | ---------------------------- | ---------------- |
| 1.  | 16. März 2014   | Orlando | ITF $10.000  | Sand              | Alexis Nelson | Sally Peers Natalie Pluskota | 6:2, 0:6, [11:9] |
| 2.  | 7. Februar 2016 | Midland | ITF $100.000 | Hartplatz (Halle) | Ingrid Neel   | Naomi Broady Shelby Rogers   | 6:2, 6:4         |

## Abschneiden bei Grand-Slam-Turnieren

### Einzel
| Turnier         | 2014 | 2015 | 2016 | 2017 | 2018 | 2019 | 2020  | Karriere |
| --------------- | ---- | ---- | ---- | ---- | ---- | ---- | ----- | -------- |
| Australian Open | —    | —    | —    | —    | 1    | —    | 3     | 3        |
| French Open     | —    | Q1   | —    | 3    | —    | —    | 1     | 3        |
| Wimbledon       | —    | —    | —    | 1    | —    | —    | n. a. | 1        |
| US Open         | 2    | Q3   | 3    | 1    | —    | —    | 2     | 3        |

Zeichenerklärung: S = Turniersieg; F, HF, VF, AF = Einzug ins Finale / Halbfinale / Viertelfinale / Achtelfinale; 1, 2, 3 = Ausscheiden in der 1. / 2. / 3. Hauptrunde; Q1, Q2, Q3 = Ausscheiden in der 1. / 2. / 3. Runde der Qualifikation; n. a. = nicht ausgetragen

### Doppel
| Turnier         | 2016 | 2017 | 2018 | 2019 | 2020  | Karriere |
| --------------- | ---- | ---- | ---- | ---- | ----- | -------- |
| Australian Open | —    | —    | 1    | —    | 1     | 1        |
| French Open     | —    | —    | —    | —    | —     | —        |
| Wimbledon       | —    | VF   | —    | —    | n. a. | VF       |
| US Open         | 1    | 1    | —    | —    | —     | 1        |

## Weltranglistenpositionen am Saisonende
| Jahr   | 2014 | 2015 | 2016 | 2017 | 2018 | 2019 |
| ------ | ---- | ---- | ---- | ---- | ---- | ---- |
| Einzel | 257  | 248  | 90   | 47   | 130  | —    |
| Doppel | 846  | 1279 | 252  | 165  | 1154 | —    |

## Auszeichnungen
- WTA Neuling des Jahres – 2017[9]